# Juegos Olímpicos de Cortina d'Ampezzo 1956
Los  Juegos Olímpicos de Cortina d'Ampezzo 1956, oficialmente conocidos como los VII Juegos Olímpicos de Invierno, fueron un evento multideportivo celebrado en Cortina d'Ampezzo, Italia, entre el 26 de enero y el 5 de febrero de 1956. Cortina d'Ampezzo había sido seleccionada como organizadora de los Juegos Olímpicos de Invierno de 1944, que no pudieron celebrarse a causa de la Segunda Guerra Mundial. En el proceso de selección, Cortina derrotó a otras tres ciudades candidatas: las estadounidenses Colorado Springs y Lake Placid y la canadiense Montreal. 
Los Juegos de Cortina d'Ampezzo fueron únicos por varias razones: todas las sedes (salvo una) estaban lo suficientemente cercanas como para poder ir andando de una a otra, fueron los primeros Juegos en los que la mayor parte de la financiación provino de empresas patrocinadoras y fueron también los primeros Juegos Olímpicos de Invierno retransmitidos por televisión.
Participaron 821 atletas (687 hombres y 134 mujeres) de 32 naciones, el mayor número hasta ese momento. Se produjo el debut de la Unión Soviética, que acabaría ocupando la primera posición del medallero. A diferencia de lo que sucedería ese mismo año en los Juegos Olímpicos de Verano celebrados en Melbourne, a los que varias naciones no acudieron a causa de la respuesta soviética a la revolución húngara y a la Guerra del Sinaí, la cita olímpica no se vio ensombrecida por boicot alguno.

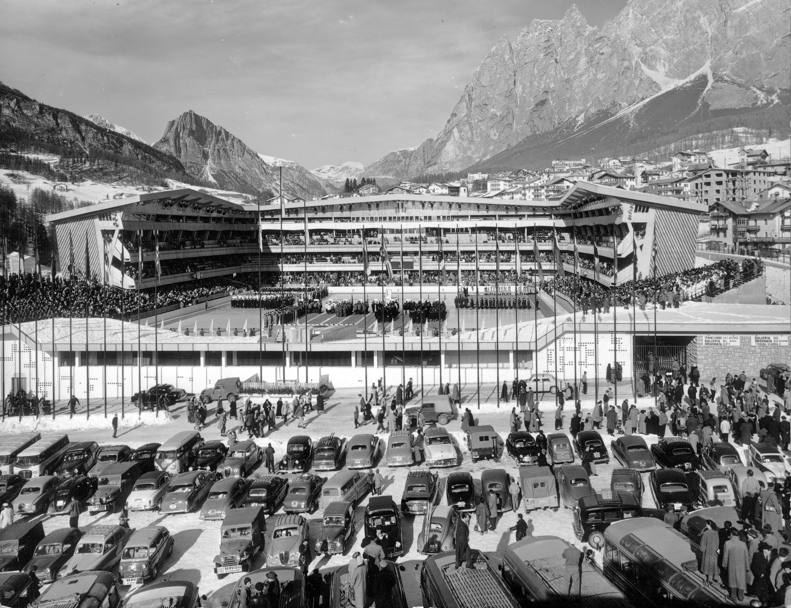
Stadio Olímpico del Ghiaccio.

## Antecedentes

### Elección de la ciudad organizadora

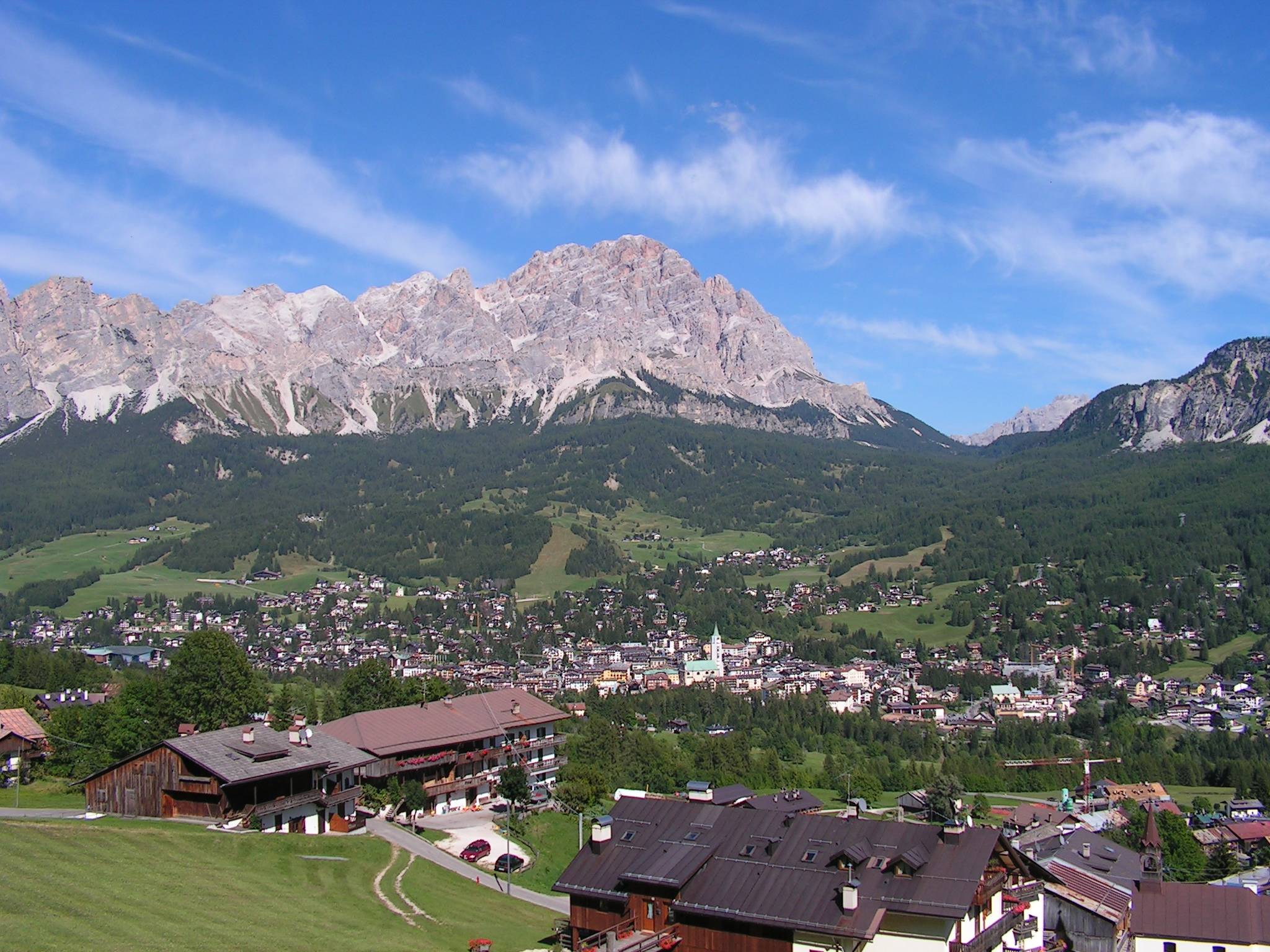
Panorámica de Cortina d'Ampezzo.

El conde Alberto Bonacossa y su esposa, María, fueron los mayores exponentes de los esfuerzos realizados para conseguir que Cortina fuera sede olímpica. Bonacossa, era miembro del Comité Olímpico Internacional desde 1925 y había sido el fundador y primer presidente de la Federación Italiana de Deportes de Hielo. Además, él y su esposa eran practicantes del patinaje artístico, deporte en el que habían logrado en tres ocasiones el título de Campeones de Italia por parejas. Ambos persuadieron al Ayuntamiento de Cortina para presentar su candidatura a la organización de los Juegos Olímpicos de Invierno de 1944. 
Durante la celebración en Londres de la 38.ª Sesión del Comité Olímpico Internacional en 1939, Cortina fue designada sede de dichos Juegos, pero el comienzo de la Segunda Guerra Mundial echó por tierra las posibilidades de albergarlos. A la finalización de la contienda, el conde presionó al COI para que mantuviera su compromiso de otorgar a Cortina unos Juegos de Invierno. Aunque si bien fue Oslo la elegida para los Juegos de 1952, el conde continuó en su empeño y logró su objetivo durante la 43.ª Sesión del Comité Olímpico Internacional, celebrada en Roma el 29 de abril de 1949 donde la ciudad italiana derrotó a Montreal, Colorado Springs y Lake Placid por abrumadora mayoría. Por desgracia, Bonacossa falleció el 30 de enero de 1953 sin poder llegar a ver la celebración de los Juegos por los que tanto había luchado.
| 43º Sesión del Comité Olímpico Internacional 29 de abril de 1949, Roma, Italia |          |
| Ciudad                                                                         | Votación |
| Cortina d'Ampezzo (ITA)                                                        | 31       |
| Montreal (CAN)                                                                 | 7        |
| Colorado Springs (USA)                                                         | 2        |
| Lake Placid (USA)                                                              | 1        |

### Organización
Los Juegos fueron organizados por un comité compuesto por miembros del Comité Olímpico Nacional Italiano (CONI) y del gobierno del país.  Se envió una delegación de observadores a los Juegos Olímpicos de 1952 para recabar información. Tras la visita a la capital noruega se hizo evidente la carencia de infraestructuras deportivas que tenía Cortina, ya que no contaba con instalaciones para el patinaje artístico ni para el de velocidad, y las pistas de esquí y bobsleigh así como el trampolín de saltos se encontraban muy deteriorados. Además Cortina, que a mediados de los 50 era un pequeño pueblo, contaba con el problema de las infraestructuras de transporte. Por ello fue necesario construir nuevas carreteras y líneas ferroviarias, así como mejorar la línea telefónica. También se realizaron mejoras en la red de alcantarillado y en la de suministro de agua.  El gobierno italiano aportó 460 millones de liras para la mejora de infraestructuras, mientras que el resto de la financiación fue aportado por el CONI mediante la venta de entradas y a través de patrocinadores.
Los Juegos de Cortina d'Ampezzo fueron los primeros Juegos Olímpicos de Invierno en ser televisados y los primeros en ser subvencionados con el apoyo de empresas patrocinadoras.  Por ejemplo, Fiat fue el coche oficial de los Juegos.  Los Juegos fueron televisados en 22 países, pero no generaron ingresos puesto que la venta de derechos televisivos no comenzó hasta los Juegos Olímpicos de Roma 1960, aunque sirvió como experimento para analizar la viabilidad de la retransmisión televisiva de unos Juegos. Las instalaciones deportivas se construyeron por primera vez pensando en las retransmisiones televisivas, por ejemplo el recorrido de esquí de fondo fue diseñado con orientación sur para que las cámaras de televisión no se vieran afectadas por la salida o puesta del sol.

## Antorcha Olímpica
El 22 de enero, la Antorcha Olímpica fue encendida en Roma (como homenaje al hecho de que recientemente Roma había sido elegida sede de los juegos olímpicos de 1960). Luego la antorcha pasó por Venecia y el 26 de enero, llegó a Cortina para la ceremonia inaugural.

## Desarrollo

### Situación política
Tras la victoria aliada en la Segunda Guerra Mundial había comenzado el periodo conocido como Guerra Fría que enfrentaría durante 45 años a los bloques occidental-capitalista, liderado por Estados Unidos, y oriental-comunista, liderado por la Unión Soviética. La Unión Soviética que intentaba salir del aislamiento internacional, encontró en los Juegos Olímpicos una buena forma de lograrlo. Hasta 1952 muchos de los países comunistas participaban en las Olimpiadas Obreras y en las Espartaquiadas. Los soviéticos compitieron en sus primeros Juegos Olímpicos en la edición de 1952 en Helsinki. Los Juegos de Cortina al contrario que los de Melbourne no se vieron afectados por la situación política generada por la respuesta soviética a la revolución húngara, que tuvo lugar en otoño de ese mismo año ni por la Guerra del Sinaí.  La participación de la Unión Sovética incrementó el nivel de la competición puesto que dominaron las pruebas de patinaje de velocidad y terminaron con el dominio canadiense en hockey hielo.

### Ceremonia inaugural
La ceremonia de inauguración de los Juegos se celebró a las 11:30 de la mañana del jueves 26 de enero. Tuvo lugar en el Estadio de Hielo, con capacidad para 12.000 espectadores. Los atletas representantes de los 32 países participantes desfilaron en la ceremonia. Fueron inaugurados por el primer ministro Giovanni Gronchi, siendo el encargado de portar la llama olímpica y encender el pebetero el patinador Guido Caroli, quien sufrió una caída ocasionada por un cable de televisión que afortunadamente quedó sin consecuencias. El juramento olímpico fue realizado por Giuliana Chenal-Minuzzo, quien se convirtió en la primera mujer en hacerlo. La ceremonia concluyó a las 12:27.

### Programa olímpico
La ceremonia de inauguración tuvo lugar el 26 de enero, al igual que los primeros partidos del torneo de hochey sobre hielo. Desde el día 27 de enero hasta el 5 de febrero en que se celebró la ceremonia de clausura, se disputó al menos una final cada día.
| ● | Ceremonia de inauguración |  | Días de competición | ● | Días de finales | ● | Ceremonia de clausura |

| Enero de 1956 Febrero de 1956 | 26 Jue | 27 Vie | 28 Sab | 29 Dom | 30 Lun | 31 Mar | 1 Mie | 2 Jue | 3 Vie | 4 Sab | 5 Dom | Medallas de oro |
| ----------------------------- | ------ | ------ | ------ | ------ | ------ | ------ | ----- | ----- | ----- | ----- | ----- | --------------- |
| Ceremonias                    | ●      |        |        |        |        |        |       |       |       |       | ●     |                 |
| Bobsleigh                     |        |        | ●      |        |        |        |       |       |       | ●     |       | 2               |
| Hockey hielo                  |        |        |        |        |        |        |       |       |       | ●     |       | 1               |
| Patinaje artístico            |        |        |        |        |        |        | ●     | ●     | ●     |       |       | 3               |
| Patinaje de velocidad         |        |        | ●      | ●      | ●      | ●      |       |       |       |       |       | 4               |
| Esquí alpino                  |        | ●      |        | ●      | ●      | ●      | ●     |       | ●     |       |       | 6               |
| Esquí de fondo                |        | ●      | ●      |        | ●      |        | ●     | ●     |       | ●     |       | 6               |
| Combinada nórdica             |        |        |        |        |        | ●      |       |       |       |       |       | 1               |
| Saltos de esquí               |        |        |        |        |        |        |       |       |       |       | ●     | 1               |
| Total Medallas de oro         |        | 2      | 3      | 2      | 3      | 3      | 3     | 2     | 2     | 3     | 1     | 24              |
| Acumulado Total               |        | 2      | 5      | 7      | 10     | 13     | 16    | 18    | 20    | 23    | 24    | 24              |

### Ceremonia de clausura
La ceremonia de clausura se celebró el domingo 5 de febrero en el Estadio de Hielo al igual que la ceremonia de inauguración y dio comienzo a las 5 de la tarde. Fue precedida de una exhibición por parte de los vencedores en las pruebas de patinaje artístico. Tras ello los abanderados de cada país hicieron su entrada en el estadio. También desfilaron las banderas de Grecia y de Estados Unidos, la primera como homenaje a las raíces olímpicas y la segunda porque sería en Estados Unidos (Squaw Valley) donde se celebrarían los siguientes Juegos. Avery Brundage, presidente del COI, declaró finalizados los Juegos. La ceremonia finalizó con una exhibición de fuegos artificiales.

## Sedes
La característica principal de las sedes que acogieron las diferentes pruebas de los Juegos fue la de la proximidad entre ellas. Los atletas pudieron acudir andando desde la ciudad hasta las zonas de competición. La única excepción fue la del patinaje de velocidad que se celebró en el Lago Misurina a 13 km de Cortina d'Ampezzo. Todas las pruebas se pudieron celebrar sin problemas, salvo las de esquí que se vieron afectadas por la escasez de nieve. Esto obligó a que en las semanas previas a los Juegos el Ejército Italiano tuviera que transportar grandes cantidades de nieve para cubrir las pistas de esquí.
Contrariamente a lo que sucede actualmente y debido al reducido número de participantes los Juegos de Invierno desde su primera edición en Chamonix en 1924 hasta la de Cortina d'Ampezzo en 1956 carecieron de una villa olímpica y los atletas solían alojarse en los hoteles locales o en casas particulares. Debido al incremento en el número de atletas participantes la organización de los Juegos de Cortina d'Ampezzo planteó la posibilidad de construir una villa olímpica, pero los hoteleros locales se opusieron ante la posible pérdida económica que ello podría suponer. Finalmente las diferentes delegaciones se distribuyeron por los hoteles de la región.
A continuación se detallan las sedes en las que se celebraron las diversas competiciones:
- El Estadio de Hielo (Lo Stadio del ghiaccio) fue el principal foco de atención de los Juegos. Se construyó al norte de la ciudad. La construcción de nuevas carreteras y de un puente permitieron comunicarlo con el centro de la ciudad en tan sólo ocho minutos a pie. La capacidad del mismo variaba entre los 6.000 y 7.000 espectadores. Debido a las limitaciones de espacio el graderío era casi vertical, con gradas construidas directamente unas sobre otras. Fue la instalación más costosa de los Juegos con un coste final de 1.3 billones de liras. Tras los Juegos el CONI regaló el estadio a la ciudad.[22]

- El Estadio Olímpico (Stadio Olympica) acogió el torneo de hockey sobre hielo así como las ceremonias de inauguración y clausura. La capacidad del mismo era de 2.000 espectadores aunque se incorporaron gradas supletorias para alcanzar los 12.000 asientos durante las dos ceremonias. Durante el torneo se instalaron dos pistas para poder acoger partidos simultáneos. Se equipó con luz eléctrica por primera vez en unos Juegos.[23]

- El trampolín de saltos (Il trampolino Italia) construido originalmente en 1922 fue demolido y vuelto a construir en dos ocasiones previamente a la celebración de los Juegos. La altura del mismo es de 72 metros y las gradas situadas en la zona inferior de la colina tenían capacidad para 2900 espectadores sentados y para 40.000 de pie. El mayor salto realizado en los Juegos fue de 84 metros por parte del finlandés Antti Hyvarinen.[24]

- El Estadio de Nieve (Lo Stadio della neve) se construyó a 2 kilómetros del centro de la ciudad y acogió las pruebas de esquí de fondo. Tenía una capacidad para 6.000 espectadores y fue necesaria la construcción de un puente de acceso para evitar interferir en la pista de bobsleigh.[25]

- Las pistas de esquí alpino (Le piste apline) se instalaron en las laderas de los montes Tofana y Faloria. Las pruebas de descenso y eslalon se celebraron en Tofana y las de eslalon gigante en Faloria. Se tardó cerca de dos años en la construcción de las pistas debido a que el terreno impedía que se trabajara durante el invierno.

- La pista de bobsleigh Eugenio Monti (La pista del bob) fue construida originalmente en 1928 pero para la celebración de los Juegos fue remodelada convirtiéndose en una de las pistas de referencia a nivel mundial para la práctica de dicho deporte.[26]

- La pista de Misurina (La pista di Misurina) fue la localización donde se celebraron las pruebas de patinaje de velocidad. Fue la última ocasión en unos Juegos Olímpicos en la que esta prueba se disputó al aire libre sobre hielo natural. Fue la sede a más distancia del centro de la ciudad (13 km). Se instaló en la zona norte del lago con las montañas como telón de fondo. Las gradas se construyeron con una capacidad de 8.500 personas. A pesar de que las pruebas tuvieron lugar al aire libre, se batió un récord del mundo y otro fue igualado durante la competición.[27]

## Deportes
El programa deportivo de los Juegos incluyó cuatro deportes y 24 pruebas. Se añadieron con respecto a la edición anterior la carrera de 30 kilómetros masculinos y los relevos de 3x5 kilómetros femeninos, ambas pruebas de esquí de fondo. La Unión Soviética solicitó la inclusión de una prueba femenina de patinaje de velocidad pero la propuesta fue rechazada en la 49.ª Sesión del Comité Olímpico Internacional celebrada en Atenas en 1954.

### Bobsleigh
Se celebraron dos pruebas de bobsleigh en los Juegos de Cortina, bobsleigh a dos y a cuatro, ambas en categoría masculina. Cada país pudo presentar un máximo de dos equipos por prueba. Cada equipo realizó cuatro bajadas, sumándose todos los tiempos para dar lugar a la clasificación final. Italia que con anterioridad había participado en bobsleigh en seis Juegos Olímpicos sin lograr ninguna medalla, obtuvo un total de tres en esta ocasión, una de oro y dos de plata.
Los italianos dominaron la prueba de bobsleigh a dos, ocupando los dos primeros puestos y obteniendo tiempos inferiores al minuto y veintitrés segundos en siete de las ocho bajadas realizadas. El resto de equipos no pudieron bajar de ese tiempo en ninguna de sus bajadas por lo que la diferencia final entre los equipos italianos y el resto fue superior a 6 segundos. Suiza fue el equipo que logró la medalla de bronce, en dura competencia con España. En la prueba de bobsleigh a cuatro el equipo de Suiza se alzó con la medalla de oro por cuarta vez consecutiva, Italia plata y los Estados Unidos bronce completaron el podio.

### Hockey hielo
El torneo olímpico sirvió también como Campeonato de Europa y Campeonato del Mundo. En el torneo tomaron parte diez países que inicialmente quedaron encuadrados en tres grupos (uno de cuatro equipos y dos de tres equipos). Los dos primeros de cada grupo se clasificaron para la fase final. La Unión Soviética, Canadá y Checoslovaquia ocuparon las primeras plazas de sus grupos siendo seguidos por Suecia, Alemania y los Estados Unidos respectivamente. Los seis equipos clasificados para la fase final se enfrentaron en una liguilla de todos contra todos. Tras las tres primeras jornadas sólo los combinados de la Unión Soviética y los Estados Unidos permanecían imbatidos. El 3 de febrero tuvo lugar el partido que enfrentó a ambos conjuntos y que finalizó con la victoria soviética por 4 a 0. En la última jornada la Unión Soviética derrotó a Canadá para finalizar imbatida el torneo y alzarse con la medalla de oro en su primera participación olímpica.

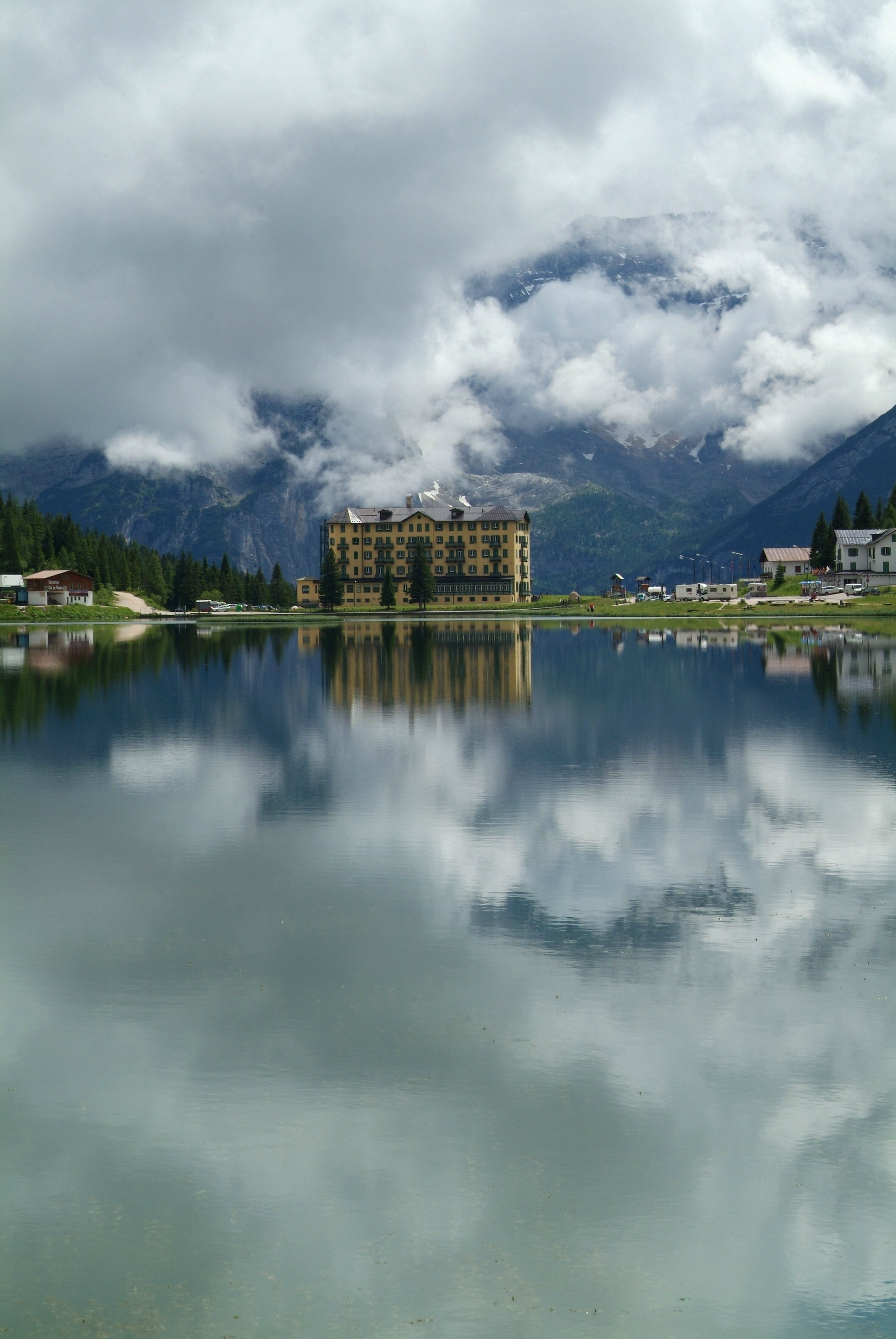
Lago de Misurina en el que se celebraron las pruebas de patinaje de velocidad.

### Patinaje
El patinaje artístico se celebró por última vez al aire libre en unos Juegos Olímpicos.  El patinaje artístico supuso un gran éxito para el equipo de Estados Unidos que logró las tres medallas en la prueba individual masculina y las dos primeras plazas en la femenina. Tenley Albright fue la clara vencedora de la prueba femenina a pesar de que dos semanas antes de la competición sufrió un grave accidente mientras entrenaba. Mientras practicaba su ejercicio cayó al suelo, cortando su patín la ropa que llevaba, una vena y llegando hasta el hueso de su pierna derecha. En la prueba de parejas Austria obtuvo la medalla de oro, así como la única medalla individual no ganada por los estadounidenses. Canadá y Hungría completaron el podio en la prueba de parejas.
En el patinaje de velocidad celebrado en el lago de Misurina la Unión Soviética fue la gran dominadora con un total de siete medallas, cuatro de ellas de oro. Se dio la curiosa situación de que en la prueba de 1.500 metros los soviéticos Yevgeny Grishin y Yuri Mijailov realizaron el mismo tiempo por lo que se entregaron dos medallas de oro. Los patinadores soviéticos lograron además dos récords del mundo y uno olímpico. Yevgeny Grishin fue el gran triunfador con dos medallas de oro y dos récords del mundo en su haber. Sigvard Ericsson de Suecia tuvo también una gran actuación con una medalla de oro (la única no lograda por patinadores soviéticos), una de plata y un récord olímpico.

### Esquí

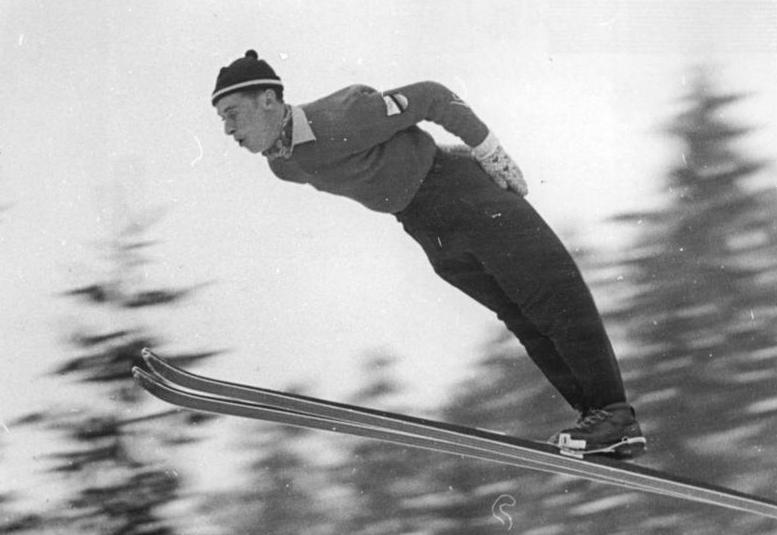
El alemán Harry Glass logró la medalla de bronce en saltos.

El esquí alpino comprendió seis pruebas, tres masculinas y tres femeninas. El austriaco Toni Sailer fue el gran triunfador al lograr las tres medallas de oro posibles, convirtiéndose en el primer deportista en lograr tres medallas de oro en esquí alpino en una misma edición de los Juegos Olímpicos. En total el equipo autriaco logró nueve medallas de dieciocho posibles. En categoría femenina destacó la victoria en la prueba de descenso de la suiza Madeleine Berthod quien ganó la medalla de oro con un sorprendente margen de 4.7 segundos.
En la prueba de saltos de esquí el equipo finlandés introdujo un nuevo estilo que permitió a Antti Hyvärinen y a Aulis Källakorpi lograr las medallas de oro y plata respectivamente. En las pruebas de fondo las medallas se repartieron entre la Unión Soviética y los tres países nórdicos.
Por último la combinada nórdica tuvo como vencedor al noruego Sverre Stenersen.

## Países participantes
Un total de 32 países tomaron parte en la competición. Junto con la Unión Soviética, hicieron su debut en unos Juegos Olímpicos de Invierno Irán y Bolivia. Corea del Sur, Liechtenstein y Turquía volvían tras su ausencia en los Juegos Olímpicos de Oslo mientras que Portugal, Argentina, Nueva Zelanda y Dinamarca se ausentaban tras su participación en la edición anterior. Los atletas de Alemania oriental y occidental compitieron bajo el nombre de Equipo unificado.
| - Equipo Alemán Unificado (EUA) - Australia (AUS) - Austria (AUT) - Bélgica (BEL) - Bolivia (BOL) - Bulgaria (BUL) - Canadá (CAN) - Chile (CHI) - Checoslovaquia (TCH) - Corea del Sur (KOR) - España (ESP) |  | - Estados Unidos (USA) - Finlandia (FIN) - Francia (FRA) - Grecia (GRE) - Hungría (HUN) - Irán (IRN) - Islandia (ISL) - Italia (ITA) - Japón (JPN) - Líbano (LIB) |  | - Liechtenstein (LIE) - Noruega (NOR) - Países Bajos (NED) - Polonia (POL) - Reino Unido (GBR) - Rumanía (ROM) - Suiza (SUI) - Suecia (SWE) - Turquía (TUR) - Unión Soviética (URS) - Yugoslavia (YUG) |

## Medallero
| Núm. | País                          | Oro | Plata | Bronce | Total |
| ---- | ----------------------------- | --- | ----- | ------ | ----- |
| 1    | Unión Soviética (URS)         | 7   | 3     | 6      | 16    |
| 2    | Austria (AUT)                 | 4   | 3     | 4      | 11    |
| 3    | Finlandia (FIN)               | 3   | 3     | 1      | 7     |
| 4    | Suiza (SUI)                   | 3   | 2     | 1      | 6     |
| 5    | Suecia (SWE)                  | 2   | 4     | 4      | 10    |
| 6    | Estados Unidos (USA)          | 2   | 3     | 2      | 7     |
| 7    | Noruega (NOR)                 | 2   | 1     | 1      | 4     |
| 8    | Italia (ITA)                  | 1   | 2     | 0      | 3     |
| 9    | Equipo Alemán Unificado (EUA) | 1   | 0     | 1      | 2     |
| 10   | Canadá (CAN)                  | 0   | 1     | 2      | 3     |